# Flughafen Hammerfest

i7
i11
i13
Der Flughafen Hammerfest (norwegisch Hammerfest lufthavn, IATA-Code: HFT, ICAO-Code: ENHF) ist ein durch das norwegische Staatsunternehmen Avinor betriebener Regionalflughafen auf der nordnorwegischen Insel Kvaløya, rund fünf Kilometer nördlich der Stadt Hammerfest.
Der Flughafen Hammerfest wird derzeit von den norwegischen Regionalfluggesellschaften Widerøe und FlyViking angeflogen (Stand April 2017). Direkte Linienflugverbindungen gibt es nach Alta, Berlevåg, Hasvik, Honningsvåg, Mehamn, Sørkjosen, Tromsø und Vadsø.